# 安倍晴彦
安倍 晴彦（あべ はるひこ、1933年 - ）は、日本の裁判官、弁護士。

## 経歴
裁判官で司法研修所所長などを歴任した安倍恕（はかる）の次男として長崎に生まれる。伯父は安倍能成。
1952年、福岡県立修猷館高等学校卒業。浪人や休学を経て、1960年、東京大学法学部卒業。結核に冒され、旧制中学時代から大学入学直後の2年間の療養所生活を含め、通算15年間ほどの療養や休養を強いられた。このような経験から弱者の権利に目覚め、退院後はセツルメントで社会活動をおこなう。
1960年、第14期として司法研修所に入所、同時に青年法律家協会に入会。京都での実務修習中、差別問題への関心から部落問題研究所に入会、その後も裁判官退官後に至るまで夏期講座や研究者全国集会に毎年のように参加。1962年、裁判官に任官。人生観や性格面では自らのことを弁護士向きではないかと思っていたが、健康上の不安から、規則正しい生活ができる裁判官の道を選ぶ。以後、東京地裁、和歌山地裁・家裁、福井地裁・家裁、横浜家裁、浦和地裁・家裁川越支部、静岡地裁・家裁浜松支部、東京家裁八王子支部に勤務。この間、1968年3月12日には妙寺簡裁で公職選挙法の戸別訪問禁止規定を違憲とする無罪判決を出し、話題となった。安倍によると、この判決は岡垣久晃裁判官（当時の和歌山地裁・家裁の所長）から「名判決」と讃えられた一方、この判決以降、多くの裁判官が安倍との交際を避けるようになったという。
警察や検察からの勾留請求や令状請求をしばしば却下し、また違憲判決や無罪判決を出すことが多かったために最高裁から冷遇され、裁判官としての出世街道から外され、青年法律家協会から脱会するよう執拗に圧力をかけられ、「人の嫌がる支部家裁」をたらい回しされたと述べている。
1998年2月15日に裁判官を定年で退官し、弁護士に転じた。

## 著書
- 『犬になれなかった裁判官―司法官僚統制に抗して36年』日本放送出版協会、2001年。ISBN 978-4140806098。